# Zajdán Ataší
Zajdán Ataší (hebrejsky זיידאן עטשי, Zajd'an Ataši, arabsky زيدان عطشي, narozen 10. května 1940) je izraelský politik a bývalý poslanec Knesetu za strany Daš a Šinuj.

## Biografie
Narodil se v obci Isfija. Bakalářský titul v oboru arabistika a politologie získal na Haifské univerzitě a magisterský titul v oboru politologie na Hebrejské univerzitě. Je členem komunity izraelských Drúzů.

## Politická dráha
V letech 1972–1976 byl izraelským generálním konzulem v New Yorku. V roce 1977 se přidal ke straně Daš. V izraelském parlamentu zasedl poprvé po volbách v roce 1977, do nichž šel za stranu Daš. Stal se členem parlamentního výboru pro vzdělávání a kulturu. V průběhu volebního období se poslanecký klub Daš rozpadl a Ataši přešel do formace Šinuj. Ve volbách v roce 1981 mandát neobhájil. Znovu byl zvolen ve volbách v roce 1984 a to na kandidátce Šinuj. Byl členem výboru pro jmenování drúzských soudců, výboru pro vzdělávání a kulturu a výboru House Committee.